# Robert Radoja
Robert Radoja (ur. 15 kwietnia 1938 w Bolonii) – albański kompozytor i pianista.

## Życiorys
Edukację muzyczną rozpoczął w klasie fortepianu liceum artystycznego Jordan Misja w Tiranie, którą ukończył w 1959. Naukę kontynuował w latach 1962-1966 w Konserwatorium Państwowym w Tiranie. W tym czasie rozpoczął pracę jako nauczyciel w liceum artystycznym Jordan Misja w Tiranie.
Po ukończeniu studiów rozpoczął pracę w Pałacu Pionierów w Tiranie, jako kierownik wydziału muzycznego. W 1981 został kierownikiem muzycznym w Studiu Filmowym Nowa Albania. Skomponował muzykę do ośmiu filmów fabularnych i czterech animowanych. Pracował także dla wydawnictwa Artes zajmując się redakcją opracowań nutowych.
W 1985 został kierownikiem katedry muzyki w Instytucie Sztuk w Tiranie. Na tej uczelni pracował do roku 2000, kiedy przeszedł na emeryturę. Jego imię nosi akademia artystyczna, działająca w Tiranie (Akademia Artistike Robert Radoja).
Należał do grona najczęściej występujących publicznie pianistów albańskich. W jego dorobku kompozytorskim znalazła się muzyka do kilkunastu filmów fabularnych i animowanych. W 1989 został odznaczony Orderem Naima Frashëriego. W Tiranie działa Akademia Artystyczna nosząca imię kompozytora, a także ośrodek kultury (Qendra Kulturore Profesionale Artistike). W lipcu 2020 wziął udział w protestach przeciwko zakazowi nadawaniu muzyki po godzinie 20.00, wprowadzonemu przez władze Albanii w związku z pandemią koronawirusa.
W życiu prywatnym był żonaty (żona Tatjana była aktorką), ma dwoje dzieci.

## Muzyka filmowa
- 1970: Guximtarët
- 1971: Mëngjeze lufte
- 1973: Mimoza llastica
- 1977: Shoferi i vogël
- 1978: Festa e pranverës
- 1979: Gishto trimi
- 1980: Agroni dhe nafta
- 1981: Dita e parë e emërimit
- 1981: Kërcënimi
- 1983: Gracka
- 1984: Nxënes të klasës sime